# Попов, Валерий Евгеньевич
Вале́рий Евге́ньевич Попо́в (род. 14 мая 1951) — техник-механик. Лауреат Государственной премии СССР (1989).

## Биография
Валерий Попов родился 14 мая 1951 года в Ташкенте.
Место работы: c 1970 работал в автоколонне № 1832 Башкирского транспортного управления, с 1971 года — слесарь-монтажник треста «Спецкаучукремстрой», с 1972 года — работал в «Центрхимремстроймонтаж», с 1973 года — в ПО «Авангард», с 1996 по 2009 год — в ООО «Комбинат пиво-безалкогольных напитков „Шихан“» в г. Стерлитамак РБ.
Участвовал во вводе в эксплуатацию автоматической линии расфасовки нитроэмалей и растворителя на заводе «Авангард» в городе Стерлитамаке. Государственная премия СССР присуждена Попову Валерию Евгеньевичу в 1989 году.

## Награды и звания
Государственная премия СССР (1989).